# Listă de municipalități speciale din provincia Alberta
Listă de municipalități speciale din provincia Alberta, Canada
| Nume                                   | Regiune                 | Incorporat la data | Nr consilieri | Populație la recensământ (anul) | Populație (2011) | Populație (2006) | Diferență (%) | Suprafață (km²) | Populație densitate (pe km²) | Motiv pentru încorporare |
| -------------------------------------- | ----------------------- | ------------------ | ------------- | ------------------------------- | ---------------- | ---------------- | ------------- | --------------- | ---------------------------- | ------------------------ |
| Crowsnest Pass, Municipality of        | Southern Alberta        | 16 ianuarie 2008   | 7             |                                 | 5.565            | 5.749            | −3,2          | 373,07          | 14,9                         | .                        |
| Jasper, Municipality of                | Alberta's Rockies       | 20 iulie 2001      | 7             | 4.584 (2011)                    | 4.432            | 4.265            | 3,9           | 925,52          | 4,8                          | [ 7 ]                    |
| Mackenzie County                       | Northern Alberta        | 23 iunie 1999      | 10            |                                 | 10.927           | 10.002           | 9,2           | 80.478,12       | 0,1                          | [ 8 ]                    |
| Strathcona County                      | Edmonton Capital Region | 1 ianuarie 1996    | 9             |                                 | 92.490           | 82.511           | 12,1          | 1.180,56        | 78,3                         | [ 9 ]                    |
| Wood Buffalo, Regional Municipality of | Northern Alberta        | 1 aprilie 1995     | 11            | 74.856 (2012)                   | 65.565           | 51.924           | 26,3          | 63.637,47       | 1                            | [ 11 ]                   |
| Total municipalități                   | —                       | —                  | 44            | —                               | 178.979          | 154.451          | 15,9          | 146.594,74      | 1,2                          | —                        |